# Hugo Gutmann
Hugo Gutmann (ur. 19 listopada 1880 w Norymberdze, zm. 22 czerwca 1962 w San Diego) – niemiecki oficer żydowskiego pochodzenia, dowódca Adolfa Hitlera podczas I wojny światowej, który przedstawił go do Krzyża Żelaznego Pierwszej Klasy.

## Początek służby
Służbę w Bawarskiej Armii rozpoczął w 1902 roku. Dwa lata później awansował do stopnia Feldfebla i został przeniesiony do rezerwy. Wraz z rozpoczęciem się Wielkiej Wojny w 1914 roku, Gutmann został odwołany do Regimentu Lista (od nazwiska pierwszego dowódcy). 15 kwietnia 1915 roku awansowany do stopnia podporucznika (Leutnant), następnie obejmuje dowództwo nad kompanią i staje się adiutantem w batalionie artylerii pułku.

## Spotkanie Adolfa Hitlera
Od 29 stycznia do 31 sierpnia 1918 był bezpośrednim przełożonym Adolfa Hitlera. W późniejszym okresie, widząc męstwo podkomendnego na polu walki, poleca go do najwyższego jak na stopień Hitlera (Gefreiter) odznaczenia wojskowego, Krzyża Żelaznego Pierwszej Klasy. Order wręczył dowódca pułku major von Tubeuf 4 sierpnia 1918 roku w okolicach Soissons. Hitler, dumny z tak wysokiego odznaczenia, nosił go przez cały czas, aż do swego końca w 1945 roku. Gutmann również był dwukrotnie odznaczony Krzyżem Żelaznym Drugiej Klasy (otrzymał go tego samego dnia co Hitler 2 grudnia 1918 roku), a także Pierwszej Klasy 4 grudnia 1915 roku.

## Po wojnie
8 lutego 1919 roku został zdemobilizowany z armii niemieckiej, pozostając w dalszym ciągu porucznikiem rezerwy. Tego samego roku ożenił się i dochował się dwójki dzieci. W latach dwudziestych Gutmann prowadził sklep z meblami biurowymi w Norymberdze przy Vordere Steingasse 3.
Jesienią 1933 roku, wystąpił o przyznanie mu emerytury wojennej dla weteranów, którą przyznano mu dzięki specjalnym dekretom prezydenta Hindenburga, chroniącym żydowskich weteranów wojny. W wyniku wprowadzenia ustaw norymberskich w 1935 roku, Gutmann utracił obywatelstwo niemieckie i został usunięty z grona weteranów wojennych, nadal jednak otrzymując emeryturę (prawdopodobnie dzięki osobistemu wstawiennictwu Hitlera).
W 1938 roku został aresztowany przez Gestapo, jednak szybko zwolniony, dzięki personelowi SS, który znał jego przeszłość. Rok później, wraz z rodziną wyjechał do Belgii. W 1940 roku wyemigrował do Stanów Zjednoczonych, tuż przed inwazją III Rzeszy na Niderlandy. Po zakończeniu II wojny światowej, zamieszkał w Saint Louis, pracując jako handlarz maszyn do pisania. Zmarł 22 czerwca 1962 roku w San Diego, pochowany został na cmentarzu Home of Peace.

## W popkulturze
Jego sylwetka została przedstawiona w mini-serialu z 2003 roku Hitler: Narodziny zła. W postać wcielił się Brendan Hughes.